# Tournoi européen des nations de rugby à XIII 2011
Le tournoi européen des nations de rugby à XIII 2011 est une compétition européenne de rugby à XIII entre l'Écosse, la France et l'Irlande qui s'est déroulée du 16 octobre au 5 novembre 2011 dans chacun de ses pays.
Ce tournoi est disputé par les plus grandes nations européennes qui ne disputent pas d'autres compétitions durant la même période : l'Angleterre et le Pays de Galles participent au Tournoi des Quatre Nations 2011. 
L'Italie, le Liban, la Russie et la Serbie, plus faibles, disputent le tournoi de qualification européen pour la coupe du monde 2013.
La France remporte cette compétition avec deux victoires en deux matchs.

## Classement
| Rang | Nation  | J | V | N | D | Pm | Pe | Diff | Pts |
| ---- | ------- | - | - | - | - | -- | -- | ---- | --- |
| 1    | France  | 2 | 2 | 0 | 0 | 80 | 26 | +54  | 4   |
| 2    | Écosse  | 2 | 1 | 0 | 1 | 36 | 52 | -16  | 2   |
| 3    | Irlande | 2 | 0 | 0 | 2 | 22 | 60 | -38  | 0   |

|  | Pts, points; J, matchs joués; V, victoires ; N, match nuls ; D, défaites ; PP, points pour ; PC, points contre ; Diff, différence de points ; T, tenant du titre. |

## Résultats
Première journée
| 16 octobre 2011 | Écosse | 26-6 | Irlande                                              | Scotstoun, Glasgow |
| 16 octobre 2011 | Essai(s) : Hurst (4e), J. Barlow (25e), Scott (39e, 62e), Coupar (42e) Transformation(s) : Hurst (1/2), Scott (2/3) |      | Essai(s) : Finn (10e) Transformation(s) : Finn (1/1) | Scotstoun, Glasgow |
| 16 octobre 2011 | |      |                                                      | Scotstoun, Glasgow |

Deuxième journée
| 29 octobre 2011 | France | 46-10 | Écosse                                                            | Stade Gilbert-Brutus, Perpignan |
| 29 octobre 2011 | Essai(s) : Baile (7e, 26e), Chisholm (38e, 60e, 77e), Duport (57e), Bosc (72e), Pala (75e) Transformation(s) : Bosc (7/8) |       | Essai(s) : Arnot (21e), Hellewell Transformation(s) : Scott (1/2) | Stade Gilbert-Brutus, Perpignan |
| 29 octobre 2011 | |       |                                                                   | Stade Gilbert-Brutus, Perpignan |

Troisième journée
| 5 novembre 2011 | Irlande                                                                       | 16-34 | France                                                                                         | Thomond Park, Limerick |
| 5 novembre 2011 | Essai(s) : Bergin (5e), Taylor (15e, 43e, 74e) Transformation(s) : Finn (0/4) |       | Essai(s) : Bentley (9e, 67e, 75e), Elima (60e, 64e), Bosc (72e) Transformation(s) : Bosc (5/6) | Thomond Park, Limerick |
| 5 novembre 2011 |                                                                               |       |                                                                                                | Thomond Park, Limerick |